# Star 944
Star 944 – polski terenowy samochód ciężarowy średniej ładowności, produkowany przez przedsiębiorstwo Star Trucks w Starachowicach na potrzeby Wojska Polskiego. Następca samochodu Star 744, mający również częściowo zastąpić samochody Star 266. Premiera nowego pojazdu odbyła się w roku 1999.
Do napędu służyły silniki wysokoprężne o mocy 150 KM (maksymalny moment obrotowy 580 Nm), a następnie 180 KM (650 Nm).

## Służba w Siłach Zbrojnych
Samochód został zatwierdzony dla Sił Zbrojnych RP w ramach nowej koncepcji struktury transportu samochodowego z grudnia 1998 roku. Należał do kategorii ciężarówek średniej ładowności taktycznej 3–4 t oraz wysokiej mobilności, podobnie jak poprzednik Star 266. Istniały zasadnicze odmiany 944K z kabiną krótką dzienną i 944DK z kabiną długą czterodrzwiową. Stosowane były zabudowy skrzyniowe lub specjalne. W 2000 roku Wojsko Polskie zakupiło 3 ciężarówki tego modelu, w 2001 roku 81, w 2002 roku 185, w 2003 roku 120, w 2004 roku 197, w 2005 roku 169, w 2006 roku 155. Star 944 stał się podstawowym nowo kupowanym samochodem służącym do transportu żołnierzy, uzupełniając dotychczas najliczniejsze Stary 266, w mniejszym zakresie służył jako podwozie do zabudów specjalnych. Mimo systematycznych zakupów przez polskie siły zbrojne, w stosunkowo największych ilościach spośród samochodów ciężarowych, koncern MAN zdecydował jednak o zakończeniu montażu ciężarówek własnej konstrukcji zakładów Star do 2007 roku. W 2007 roku wojsko odebrało ostatnie 55 samochodów. W momencie debiutu Star 944 zaliczał się do popularnej w armiach klasy ciężarówek średniej ładowności taktycznej, która jednak kilkanaście lat później była już zastępowana przez cięższe samochody i jego następcą w Wojsku Polskim został Jelcz 442.32.

## Odmiany

### Star 944 Hiena

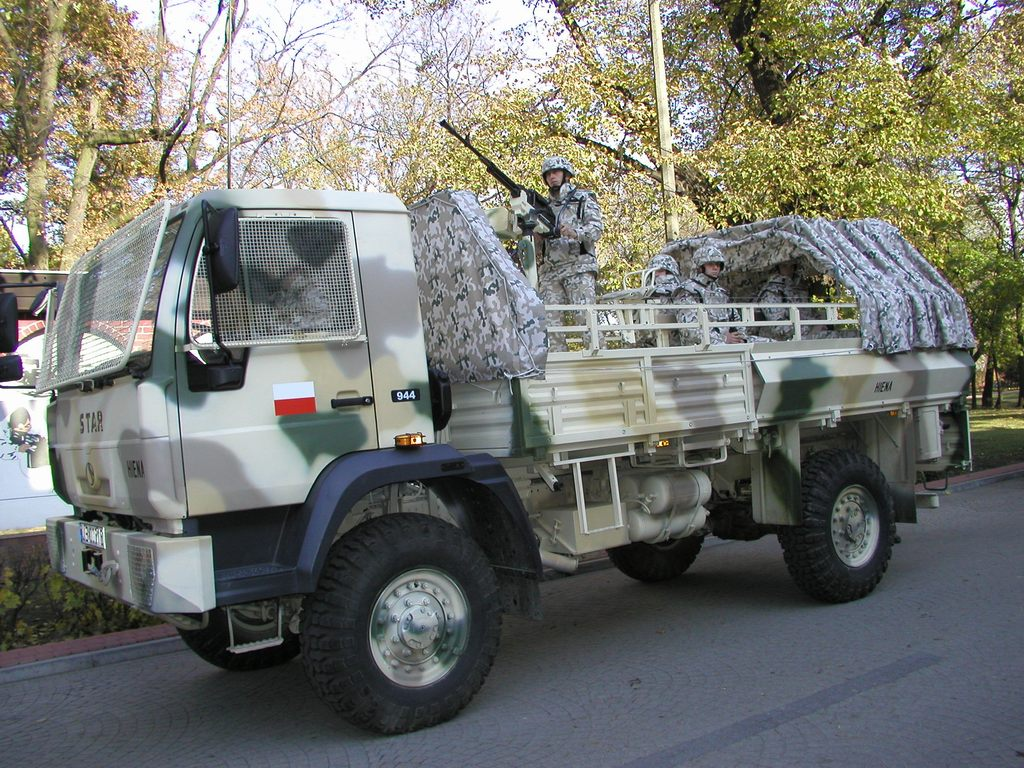
Star 944 Hiena

Na potrzeby misji w Iraku w roku 2004 rozpoczęto pracę nad modernizacją ciężarówką Star. Nową wersję przystosowaną do patroli bojowych oznaczono jako Star 944 Hiena.
Podstawową modyfikacją było wprowadzenie uzbrojenia – wkm NSW kal. 12,7 mm. Karabin umieszczono na słupowej podstawie zamocowanej w przedniej części skrzyni ładunkowej. Wraz z podstawą wprowadzono siedzisko dla strzelca oraz mocowania na skrzynki z amunicją. Ponadto pojazd przystosowano do przewozu drużyny piechoty – w tylnej części skrzyni zamocowano ławki dla żołnierzy (siedzących plecami do siebie). Wprowadzono, także częściowe opancerzenie – zamocowano stalowe (wzmocnione kompozytem) osłony chroniące przed lekkimi minami, a także częściowo przed pociskami z broni strzeleckiej i odłamkami. Dno skrzyni, podłogę oraz drzwi szoferki wyłożono wykładziną LIM-3. Ponadto zastosowano malowanie w barwach pustynnych.

### Star 944P
Star 944P jest wersją Stara 944 z zamontowanym specjalnym opancerzeniem kabiny na poziomie 1 STANAG 4569. Wariant ten powstał w 3 Okręgowych Warsztatach Technicznych z Nowego Dworu Mazowieckiego w latach 2007–2008. Dużą część rozwiązań zapożyczono z zaprezentowanego na targach MSPO 2007 zestawu przeciwlotniczego Hibneryt-P, gdzie wykorzystano opancerzoną wersję ciężarówki Star 266M. Masa kabiny wynosi ok. 850 kg; z uwagi na to konieczne było wzmocnienie zawieszenia przedniego. Ze stali pancernej wykonano też zbiornik paliwa.
Pod koniec 2007 roku opracowany prototyp, z wykorzystaniem elementów opancerzenia Hibneryta-P oraz ekwiwalentów masowych ze zwykłej stali, został poddany testom trakcyjnym w Wojskowym Instytucie Techniki Pancernej i Samochodowej w Sulejówku. Wyniki tych prób wypadły obiecująco i na początku 2008 roku opracowano prototyp z docelowym opancerzeniem. W późniejszym czasie pojazd poddano ocenie wytrzymałości balistycznej, polegającym wyłącznie na teoretycznym określeniu wytrzymałości opancerzenia.
Pozytywne wyniki testów spowodowały zamówienie w 3 OWT 20 samochodów Star 944P. Dwanaście z nich skierowano do PKW Afganistan, zaś dwa do PKW Czad.